# Neosprucea grandiflora
Neosprucea grandiflora är en videväxtart som först beskrevs av Richard Spruce och George Bentham, och fick sitt nu gällande namn av Herman Otto Sleumer. Neosprucea grandiflora ingår i släktet Neosprucea och familjen videväxter. Inga underarter finns listade i Catalogue of Life.